# Clannad
Clannad er et irsk gruppe, fra Gaoth Dobhair, County Donegal. Deres musik er blevet beskrevet som grænsende til folkemusik og folk rock, irsk, keltisk og New Age, der ofte indeholder elementer af en endnu bredere spektrum af smooth jazz og gregoriansk sang. De er kendt for at udføre på forskellige sprog, herunder engelsk, latin, skotsk gælisk, Mohican og mest af alle i deres modersmål, irsk. De har vundet flere bemærkelsesværdige priser i løbet af deres karriere, herunder en Grammy Award.
Clannad omfatter søskende Moya Brennan (Irsk: Máire Ní Bhraonáin), Ciarán Brennan (Irsk: Ciarán Ó Braonáin), Pól Brennan (Irsk: Pól Ó Braonáin, der forlod i 1990 og genindtrådte i 2011) og deres to onkler Noel Duggan (Irsk: Noel Ó Dúgáin) og Pádraig Duggan (irsk: Pádraig Ó Dúgáin). Søskende Enya (Irsk: Eithne Ní Bhraonáin) forlod gruppen i 1981 at forfølge en solokarriere.
Clannad først gjort deres præg på den folkelige og traditionelle scene i 1970'erne i Irland og det europæiske fastland. De efterfølgende gik på at bygge bro mellem traditionel keltisk musik og popmusik i 1980'erne og 1990'erne med albums som Macalla og Anam. I løbet af deres karriere, de turnerede verden i vid udstrækning og fået fans i alle større område. Forsanger Moya Brennan og hendes søster Enya har også haft betydelig succes som solister. Bandet vandt en Grammy Award i 1999 for Best New Age Album, og deres pladesalg oversteg de 15 millioner. De er også i vid udstrækning betragtet som bandet, der for første gang, satte irsk traditionel musik og det irske sprog på den internationale scene og banede vejen for mange andre irske kunstnere. Deres mest kendte sang er "Theme From Harry's Game".

## Medlemmer
Nuværende medlemmer
- Ciarán Brennan – bas, guitar, keyboard, mandolin, vokal (1970–nu)
- Moya Brennan – vokal, harp (1970–nu)
- Pól Brennan – fløjte, guitar, percussion, whistles, vokal (1970–1990, 2011–nu)

Tidligere medlemmer
- Noel Duggan – guitar, vokal (1970–2022; his death)
- Pádraig Duggan – guitar, mandola, mandolin, vokal (1970–2016; sin død)
- Enya Brennan – keyboard, percussion, vokal (1980–1982)

## Diskografi

### Studiealbums
- Clannad (1973)
- Clannad 2 (1974)
- Dúlamán (1976)
- Crann Úll (1980)
- Fuaim (1982)
- Magical Ring (1983)
- Legend (1984)
- Macalla (1985)
- Sirius (1987)
- Atlantic Realm (1989)
- The Angel and the Soldier Boy (1989)
- Anam (1990)
- Banba (1993)
- Lore (1996)
- Landmarks (1997)
- Nádúr (2013)

### EP'er
- Christmas Angels (1997)

### Livealbums
- Clannad in Concert (1979)
- Clannad: Live in Concert (2005)
- Clannad: Christ Church Cathedral (2012)
- Turas 1980 (2018)